# Hipaso de Metaponto
Hípaso de Metaponto (em Grego clássico: Ἵππασος Μεταποντῖνος) foi um filósofo pré-socrático, membro da Escola pitagórica. Nasceu em torno do ano 500 a.C. em Metaponto, cidade grega da Magna Grécia situada no Golfo de Tarento, ao sul do que agora é a Itália.
Crê-se que foi quem provou primeiramente a existência dos números irracionais, em um momento em que os pitagóricos pensavam que os números racionais podiam descrever toda a geometria do mundo. Hípaso de Metaponto havia quebrado a regra de silêncio dos pitagóricos, revelando ao mundo a existência destes novos números. Isso havia feito com que estes o expulsassem da escola e erigissem uma tumba com seu nome, mostrando assim que, ele estava morto.
Os documentos da época dão versões diferentes de seu final. Uns dizem que morreu em um naufrágio de circunstâncias misteriosas; outros, que se suicidou como autocastigo, dando, assim, liberdade a sua alma para buscar a purificação em outro corpo; dizem ainda que um grupo de pitagóricos o matou, normalmente na descrição, afogado, e há inclusive a teoria que diz que Pitágoras em pessoa o condenou à morte.
Supõe-se que sua demonstração, por métodos geométricos, envolvia que a hipotenusa de um triângulo isósceles com catetos de comprimento igual a uma unidade, i.e. raiz quadrada de dois (constante de Pitágoras), não poderia ser expressa pela razão entre números inteiros.